# Basilique de l'Enfant-Jésus-de-Prague d'Arenzano
Le sanctuaire de l'Enfant-Jésus-de-Prague (en italien : Santuario del Bambino Gesù di Praga) est une basilique catholique située dans la municipalité d'Arenzano, via Guglielmo Marconi, dans la ville métropolitaine de Gênes. C'est un lieu de pèlerinage dédié à l'Enfant Jésus de Prague.

## Histoire

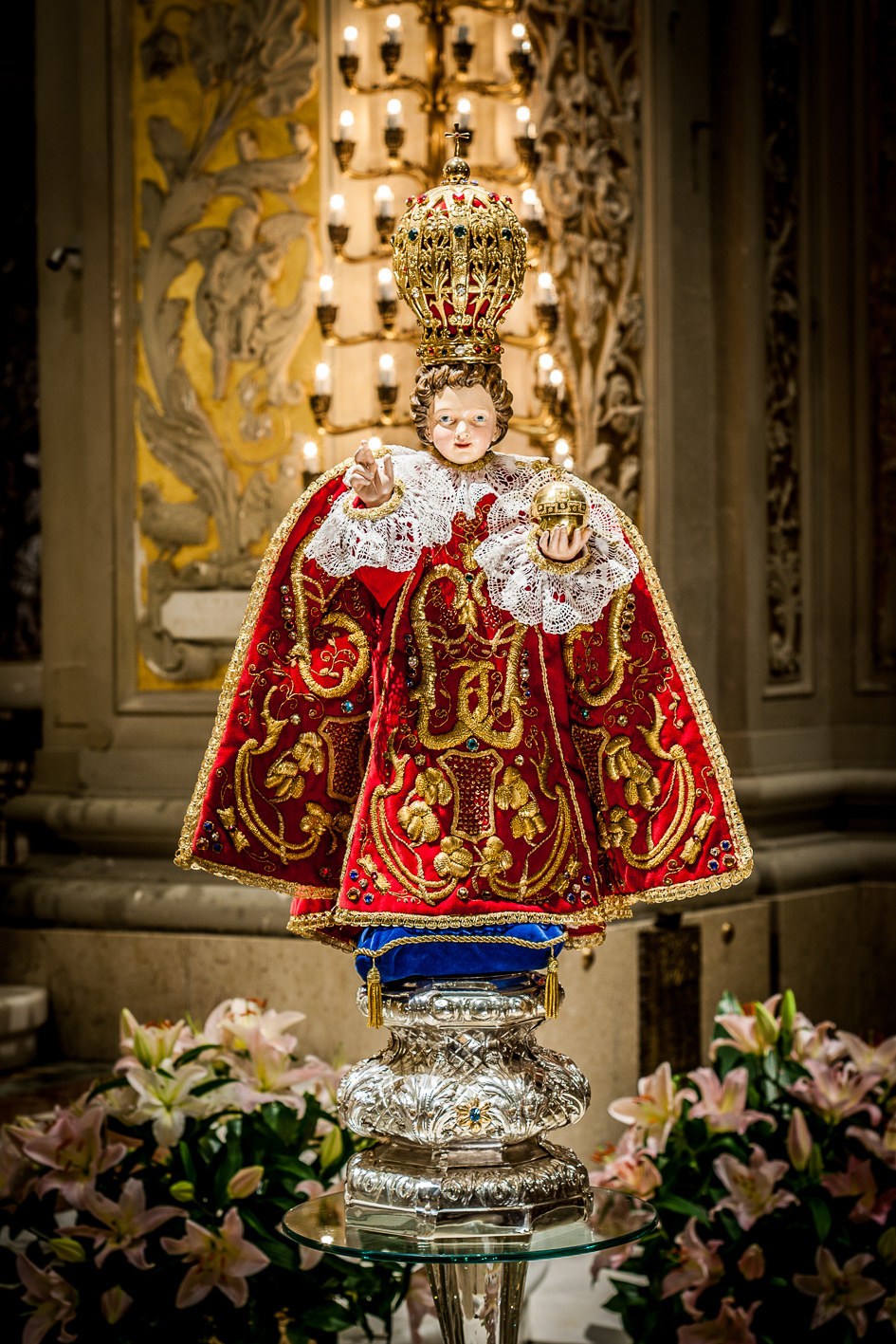
La statue de l'Enfant Jésus d'Arenzano.

En 1889, le Père Léopold Beccaro, carme déchaux, qui avait aidé à la création des sœurs de la Mère du Carmel en 1866, fonde un couvent de son ordre à Arenzano. C'est le Père Jean de la Croix qui en devient prieur. Le 25 septembre 1900, il place un petit tableau représentant l'Enfant Jésus de Prague sous la statue de Notre-Dame du Mont-Carmel. L'image est bientôt remplacée par une statue offerte par la marquise Delfina Gavotti de Savone et bénie par le prieur le 2 juin 1902. La confrérie du Saint-Enfant-Jésus de Prague est créée le 13 octobre 1903 et approuvée par le pape Pie X. 
Les travaux de la nouvelle église commencent en 1904 dans le style renaissance italienne ; elle est inaugurée en 1908 par Mgr Zanecchia-Ginnetti, carme évêque de Teramo. Le 7 septembre 1924, la statue de l'Enfant Jésus est couronnée par le cardinal Rafael Merry del Val avec une couronne bénie par Pie X. L'église est solennellement consacrée en 1928 par Mgr Giacomo De Amicis, évêque auxiliaire de Gênes, et le 6 mai de la même année, Pie XI élève l'église au rang de basilique mineure.
Le 5 septembre 1937, on érige sur le côté gauche du parvis, une colonne de travertin avec une statue de l’Enfant Jésus en bronze laminé d'or pour rappeler l'endroit du couronnement de la statue. Avec l'afflux toujours croissant de pèlerins et de visiteurs, des travaux d'agrandissement insèrent deux transepts entre l'abside et la nef centrale. Le jour de la nouvelle inauguration, le cardinal Josef Beran, archevêque de Prague, est présent parmi les autorités civiles et religieuses.

## Façade
Le frontispice de style renaissance italienne est l’œuvre de l’architecte Giuseppe Castellucci. L’ensemble est divisé horizontalement par une corniche décorée de médaillons avec des chérubins en bas relief ; dans la partie inférieure huit pilastres cannelés disposés deux par deux. Des deux côtés de la façade, se trouvent deux grandes niches avec des statues en bronze, œuvres de Guido Galletti ; celle de gauche abrite une statue de la Vierge et celle de droite, saint Joseph.  Au-dessus des niches, se trouve six panneaux rectangulaires de marbre rouge dont le haut est décoré d'écussons. Ils appartiennent de gauche à droite : à la ville de Prague, au chapitre du Vatican, à Pie XII, au cardinal Merry del Val, à la basilique d'Arenzano, à la ville d'Arenzano.
Le portail d’entrée inclut un protiro constitué de deux colonnes avec une petite voûte en berceau ornée d'une volute à palmette et d'un plafond à caissons. Un tympan en mosaïque représente les deux réformateurs du Carmel, saint Jean de la Croix et sainte Thérèse d'Avila qui soutiennent le blason de l’ordre des Carmes déchaux. Au-dessous se trouve la phrase latine : « Sit Nomen Domini benedictum » (« Que le Nom du Seigneur soit béni »).
Au milieu de la façade se détache une grande rosace. La zone supérieure se termine par un fronton décoré par une mosaïque montrant la statue de l’Enfant Jésus placée sur un piédestal orné de l’emblème du Carmel ; à gauche un religieux invite l’humanité à s’adresser à l’Enfant Jésus, tandis qu’à droite le pape Pie XII charge le cardinal Merry del Val d’aller à Arenzano pour couronner la statue.

## Intérieur
La nef est la partie la plus ancienne de la basilique et remonte à 1908 ; sur le bas-côté gauche du vaisseau, on trouve les chapelles de la Passion, de sainte Thérèse d'Avila, du Sacré-Cœur et de la Vierge du Carmel. Sur le côté droit, celles de saint Jean de la Croix, de sainte Thérèse de l’Enfant Jésus et de saint Joseph. Le plafond est peint de deux grands médaillons représentant l’adoration des mages et Jésus parmi les docteurs. Ils sont séparés par un arc avec quatre petits médaillons où sont dessinés des personnages vénérables du Carmel spécialement dévots de l’Enfance du Christ : de gauche à droite, le vénérable François de l’Enfant Jésus, la bienheureuse Marie des Anges, la vénérable Marguerite du Saint-Sacrement et saint Albert de Trapani. Sur l'arc triomphal, on trouve le blason du Carmel entouré de bustes : le prophète Élie avec son épée enflammée, saint Jean de la Croix, sainte Thérèse d'Avila et saint Ange de Jérusalem avec la palme du martyre.
Dans le transept on peut voir des faïences représentant le mariage de Marie et Joseph, la visitation, les noces de Cana, la nativité, saint Joseph avec l’Enfant Jésus et l’Immaculée Conception. Dans la sacristie se trouvent des tableaux de religieux carmes comme le Père Cyrille de la Mère de Dieu qui est à l'origine de la dévotion à l'Enfant Jésus de Prague et qui tient la statue dans ses mains ; le Père Dominique de Jésus-Marie avec l'image de Notre-Dame des Victoires, ou les saints Avertan et Roméo, carmes pèlerins morts à Lucques. 
Dans le chœur, le nouvel autel aménagé en 1991 est en marbre, décoré de quatre statues de bronze qui représentent de gauche à droite : Élie, Thérèse d'Avila, Jean de la Croix et Albert de Trapani ; entre chaque statue, trois bas-reliefs en argent représentent la bénédiction de la couronne par Pie XI, l’Enfant Jésus dans sa gloire et le couronnement de la statue. À l’intérieur de l’autel, en plus de reliques, on trouve des pierres de Bethléem et Nazareth. La lampe de l’Enfant Jésus où brûle de l’huile bénite est adossée à un pilier du chœur. Derrière l’autel est érigé le trône de l’Enfant Jésus avec deux statues d'anges en marbre, où se trouve la statue en bois de l’Enfant Jésus, revêtue habituellement d’un manteau rouge. Sur la voûte se détache un médaillon avec un ange qui tient un bouclier avec le monogramme de Jésus. La fresque qui recouvre entièrement le cul-de-four de l’abside représente l’humanité aux pieds de l’Enfant Jésus. Parmi la foule on peut reconnaître le pape Jean XXIII, Albert Schweitzer, l’acteur Gino Cervi, et un frère carme.

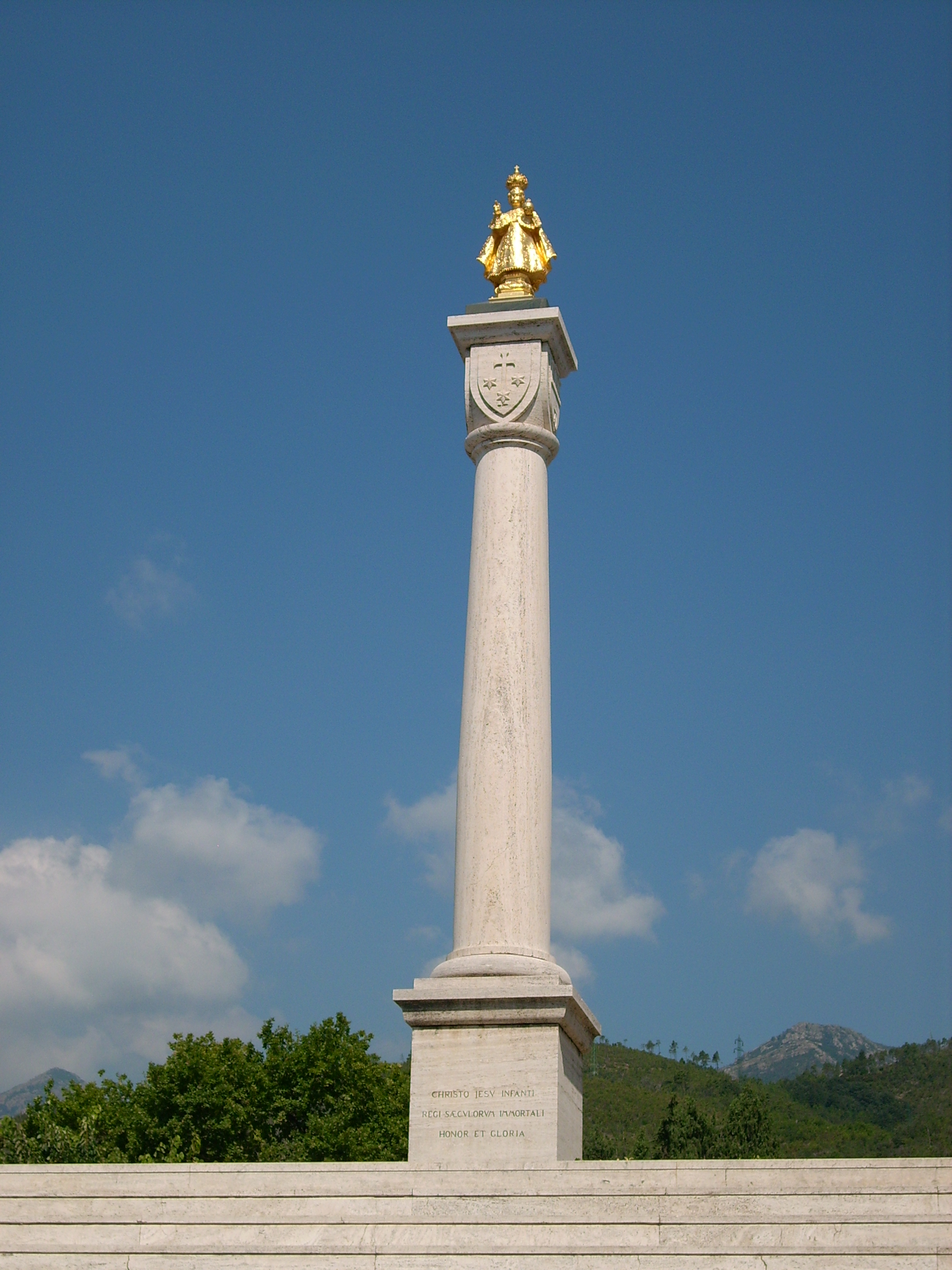
La statue de bronze laminée d'or
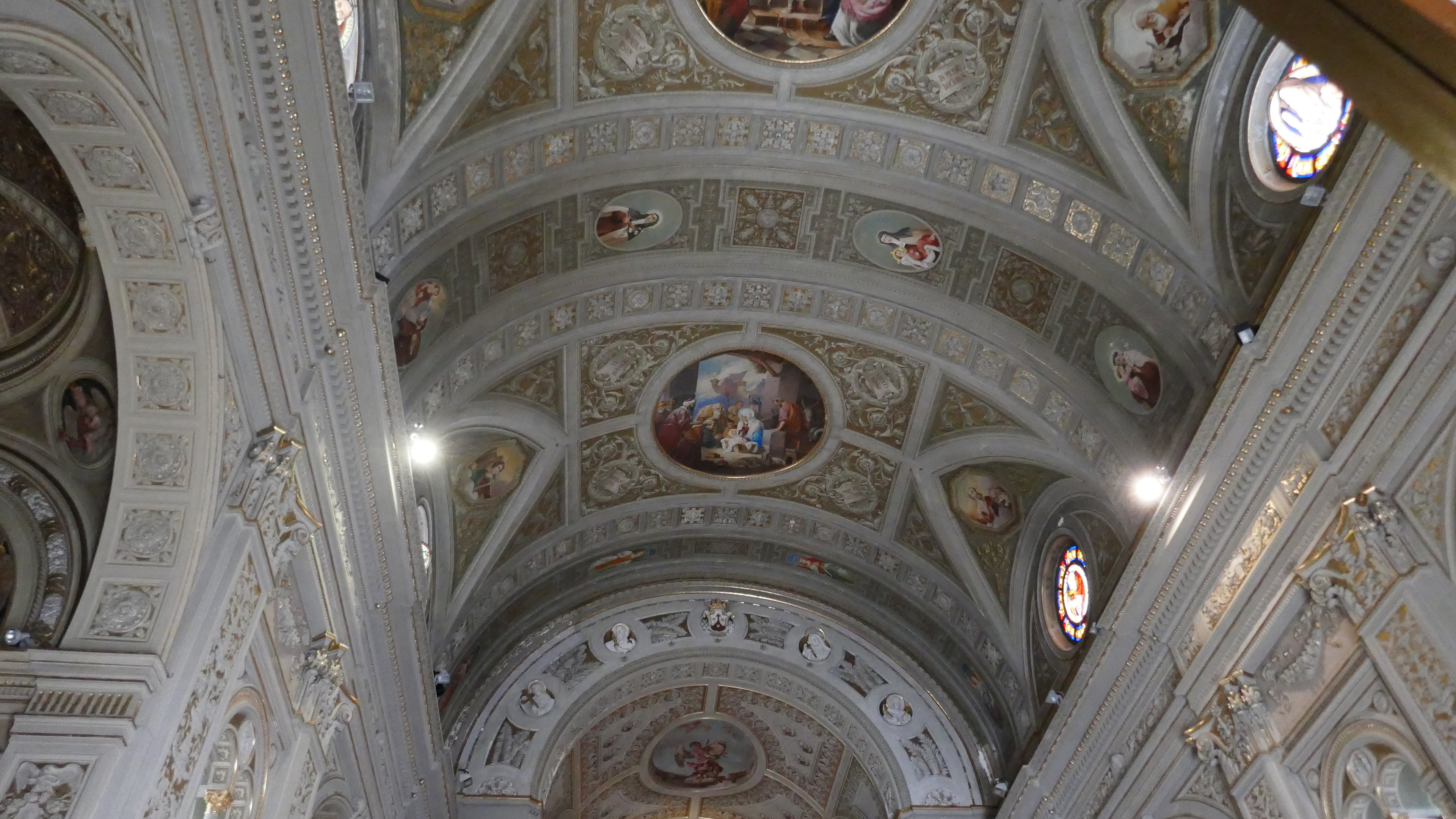
voûte de l'église.
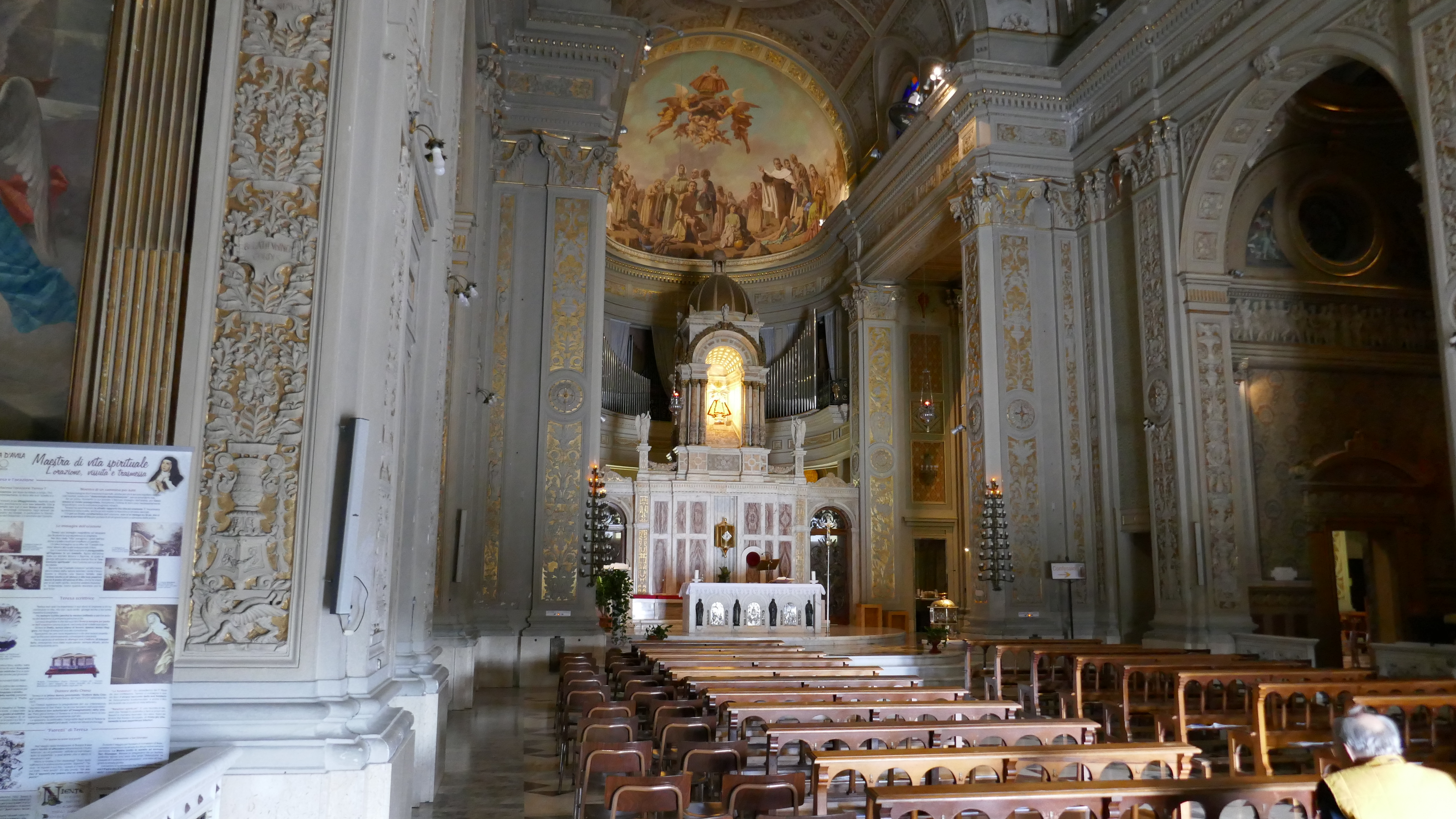
vue d'ensemble